# Rainer Mordmüller
Rainer Gottlieb Mordmüller (* 1941 in Braunschweig) ist deutscher Maler und Grafiker.

## Leben
Rainer Mordmüller studierte an der Staatlichen Hochschule für Bildende Künste in Berlin bei Werner Volkert Malerei. Druckgrafische Techniken erlernte er bei Mac Zimmermann und Fred Thieler in Berlin. Mit einem Stipendium des Deutschen Akademischen Austauschdienstes setzte er sein Studium  mit dem Erlernen von druckgrafischen Techniken in Paris fort. Zudem erlernte er die Radiertechnik im Atelier von Johnny Friedländer und an der École Nationale Supérieure des Beaux-Arts in Paris bei Clairin das Anfertigen von Lithografien.
Rainer Mordmüller gewann 1966 den 2. Preis für Lithografie der École des Beaux-Arts Paris. 1967 wurde Rainer Mordmüller Meisterschüler von Fred Thieler an der SHFBK in Berlin.
Von 1968 bis 1979 arbeitete er als Kunstpädagoge in Bremen. 1969 wurde Rainer Mordmüller mit der Bronzemedaille des Europapreises für Malerei in Ostende geehrt. 1980 wurde Rainer Mordmüller an die Universität Osnabrück berufen und lehrt seitdem an der Universität Osnabrück und gibt  an der Scuola Internazionale di Grafica in Venedig Kurse an der Sommerakademie.
Rainer Mordmüller lebt und arbeitet in Paris und Bremen. Seine Arbeiten sind u. a. in der Tate vertreten.

## Ausstellungen (Auswahl)
- 1978: Kunsthalle Bremen, Bremen
- 1995: Galleria Segno Grafico, Venedig
- 1996: Galerie im Pallas-Verlag, Dinker
- 2005: Galleria di Portego, Venedig
- 2006: Kunsthalle Dominikanerkirche, Osnabrück
- 2010: State University of New York at Fredonia, New York
- 2013: Museum Fridericianum Jakob Jordeans und die Moderne, Kassel

## Werke in Museen
- Tate Gallery of Modern Art, London